# محمدحسین حکمت یزدی
محمدحسین حکمت یزدی سیاست‌مدار ایرانی بود که در دوره بیست و یکم مجلس شورای ملی بعنوان نماینده اردکان در مجلس شورای ملی حضور داشت.